# Gershon Liebman
Cet article possède un paronyme, voir Liebmann.
Gershon Liebman (hébreu : גרשון ליבמן) est un rabbin orthodoxe non-consistorial et directeur académique du XXe siècle (Ostropol, 6 mai 1910 - Armentières-en-Brie, 8 mars 1997). Survivant de la Shoah, il représente le mouvement du Moussar en France, répandant la doctrine de Navaradok.

## Éléments biographiques
Gershon Liebman est né en 1905 (5665) à Ostropol, aujourd'hui en Ukraine occidentale, qui faisait partie autrefois de l'Empire russe. Ses parents sont le rabbin Avraham Chaim Bilenki et Leah. Gershon Liebman a changé son nom de Bilenki en Liebman durant la Seconde Guerre mondiale.

### À laYechiva de Novardok
Il étudie à la Yechiva de Novardok, qui déménage à Bialystok, à cause des persécutions communistes en Russie. Il a pour maître le rabbin David Bleicher. Ce dernier suit la voie tracée par le Alter de Novardok, le rabbin Yosef Yoizel Horowitz (1849-1919), un disciple d'Israël de Salant (1810-1883).
Établie en 1856, la Yeshiva de Novardok est la plus grande et la plus importante Yeshiva d'Europe avant la Seconde Guerre mondiale.
Gershon Liebman est aussi influencé par le rabbin Avraham Zalmens, qui dirige la Yeshiva Beit Yosef, de Varsovie.
Il est en rapport avec le rabbin Mordechai Blachnik, le rabbin Weintrob et le rabbin Avraham Yaffen.

### Durant la Seconde Guerre mondiale

#### Reconstruire
Le jour de sa libération du camp de concentration (de Bergen Belsen), il commence à étudier le traité du Talmud Bava Kamma, qu'il avait dû abandonner juste avant la guerre. Un soldat juif américain l'apercevant et étonné lui demande : « Comment est-ce possible de faire ce que vous faites après toutes vos souffrances ? »
Le rabbin Liebman lui répond : « Nous avons perdu trop de temps au cours de ces six dernières années. J'ai décidé d'établir une yeshiva - la première yeshiva à Bergen-Belsen. »
« Qui sera le Rosh Yeshiva ? » demande le soldat. « Ce sera moi », répond-il.
« Qui trouvera les fonds pour la Yeshiva ? ». « Je trouverai les fonds. »
« O.K. On a donc un Rosh Yeshiva et la personne pour trouver des fonds, mais qui seront les étudiants ? » « Je serais aussi l'étudiant. »
En septembre 1946, le rabbin Liebman dirige la Yeshiva Shearith Bet Joseph au camp de personnes déplacées (DP) de Zeilsheim.

### En France
En 1948, il établit sa yeshiva Merkaz Or Yosef Novardok en France, d'abord a Bailly (Yvelines) puis a Fublaines (Seine-et-Marne) puis à Armentières-en-Brie (Seine-et-Marne) et à Bussières (Seine-et-Marne). Il fonde également dans les années 50 un séminaire de jeunes filles à Trilport (Seine-et-Marne). Il étend le réseau des institutions de Novardok à 40 en France, ces institutions étant destinées, pour des publics de tout âge.
Il est mort à Paris en 8 mars 1997 (29 Adar I, 5757) et est enterré au cimetière de Har Hamenouhot, à Jérusalem en Israël.

## Œuvres de Gershon Liebman
- Degel HaMussar
- On connait aussi de lui des écrits sur le sionisme comme https://www.yhe.center/single-post/notre-devoir-est-de-lutter-contre-les-fondements-de-l-hérésie ou encore
- https://www.yhe.center/single-post/le-zèle-et-hanoucca  (Site Yalkout Hishbati Et'hem)